# Nathalie Sergueiew

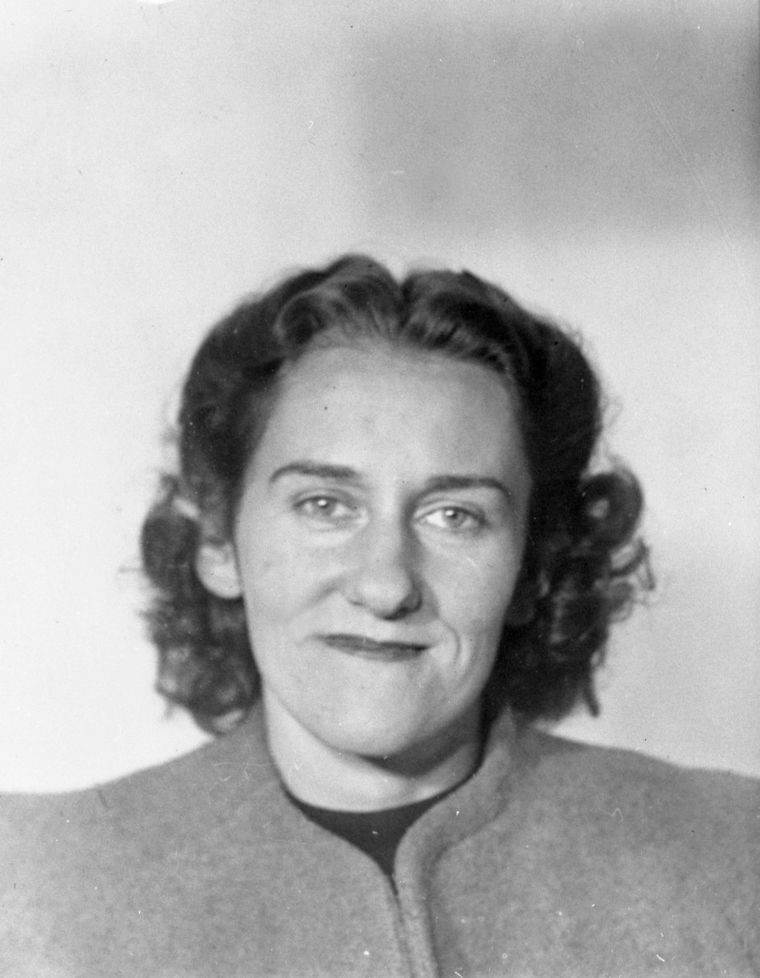
Nathalie Sergueiew (um 1945)

Nathalie „Lily“ Sergueiew (* 24. Januar 1912 in Sankt Petersburg; † 17. Mai 1950 in Solon Township, Michigan, USA), russisch Ната́лья Серге́ева (Natál'ya Sergéjeva), war eine russischstämmige französische Doppelagentin, die während des Zweiten Weltkriegs für den britischen Geheimdienst MI5 gegen die Deutschen spionierte. Ihr Deckname war Treasure („Schatz“).

## Leben
Natalja Sergejewa wurde 1912 in St. Petersburg geboren. Nur fünf Jahre später, bei Ausbruch der Oktoberrevolution, verließ die Familie die Heimat und ging ins Exil nach Paris, wo „Lily“, wie sie sich selbst nannte und auch genannt wurde, fortan aufwuchs. Die junge Frau studierte Malerei an der Académie Julian. In den folgenden Jahren, vor dem Zweiten Weltkrieg, reiste sie viel, und vervollkommnete dabei ihre Fremdsprachenkenntnisse neben Französisch, vor allem in Deutsch und Englisch. Mitte der 1930er-Jahre arbeitete sie als Journalistin in Berlin und interviewte sogar einmal Hermann Göring. Danach reiste sie unter anderem nach Warschau, Saigon und nach Syrien. Hier wurde sie im Jahr 1939 vom deutschen Überfall auf Polen überrascht.
Als im Juni 1940 deutsche Truppen in Paris einmarschierten, fällte sie eine außerordentliche Lebensentscheidung und beschloss, nach Europa zurückzukehren. Sie suchte den Journalisten Felix Dassel auf, einen Agenten der Abwehr (deutscher Geheimdienst), und ließ sich von ihm als Spionin anwerben. Durch ihn erlernte sie auch wichtige Spionagetechniken wie Geheimschriften, Verwendung von Chiffren, Funktelegrafie, Morsecode sowie das Erkennen alliierter Uniformen und Ausrüstungsgegenstände.
Über Madrid wurde sie nach England eingeschleust. Dort angekommen, wendete sie sich jedoch an den MI5, den britischen Geheimdienst, in Person von Kenneth Benton. Nun Doppelagentin als Teil des Double-Cross-Systems (XX System) erhielt sie den Decknamen Treasure.
Wichtigste Aufgabe von XX in den Jahren 1943 und 1944 war es, als Teil der alliierten Täuschungsaktion Operation Fortitude zu wirken. Zweck war, die deutsche Führung über den Ort der geplanten Landung in Frankreich zu desinformieren. Im März 1944 reiste sie von England nach Lissabon, um dort ihren deutschen Führungsoffizier, Major Emil Kliemann, zu treffen und von ihm ein Funkgerät zu erhalten. Sie kehrte nach England zurück und trat von dort aus mit ihrem deutschen Führungsoffizier in Kontakt, verriet ihm jedoch – unter Anleitung und Aufsicht des britischen Geheimdiensts – falsche Informationen.
Ende 1944 kehrte sie nach Frankreich zurück. In Europa lernte sie den US‑amerikanischen Offizier John Barton Collings kennen, den sie 1946 in Paris heiratete. Später zog sie mit ihm nach Solon Township, Michigan, USA, wo sie im Alter von nur 38 Jahren nach mehrjähriger Erkrankung an Nierenversagen starb. Postum, im Jahr 1968, wurden ihre Memoiren Secret Service Rendered veröffentlicht.